# تپه گله ده ۲
تپه گله ده ۲ مربوط به دوره هخامنشی - ۱ تا۷ ه‍.ق است و در شهرستان تاکستان، روستای گله ده واقع شده و این اثر در تاریخ ۳ بهمن ۱۳۷۹ با شمارهٔ ثبت ۳۰۳۶ به‌عنوان یکی از آثار ملی ایران به ثبت رسیده است.